# Johann Georg Gmelin
Johann Georg Gmelin (Tübingen, 8 d'agost de 1709 – Tübingen, 20 de maig de 1755) va ser un geògraf i botànic alemany.

## Biografia
Gmelin nasqué a Tübingen, fill d'un professor de la Universitat d'aquella ciutat. Als 14 anys entrà a la universitat, el 1727 es graduà en medicina. Es traslladà a Sant Petersburg i va ser membre de la seva acadèmia de ciències el 1728. Allà va ser professor de química i història natural.

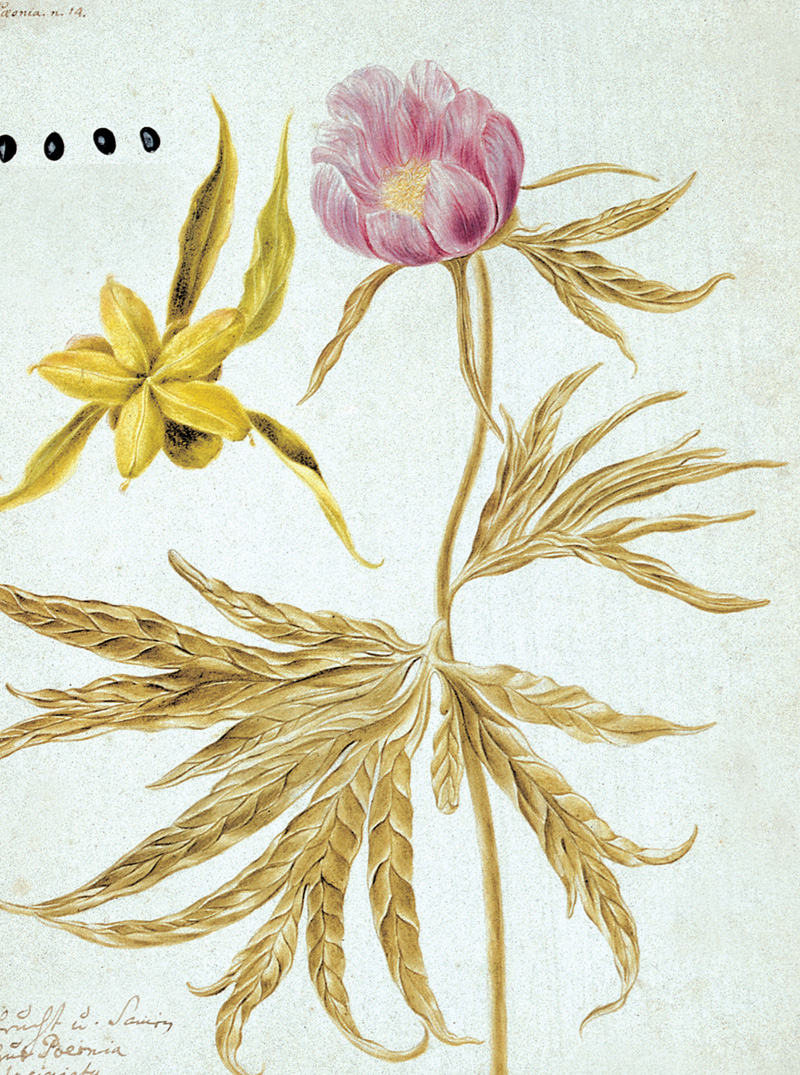
Paeonia anomala L. de Flora Sibirica

## Segona expedició a Kamtxatka
Gmelin va ser un dels tres professors en unir-se a la segona expedició a Kamtxatka de Vitus Bering (1731–42). Junt amb el jove estudiant Stepan Krasheninnikov viatjaren per les muntanyes Urals i Sibèria occidental a Yeniseysk. Gmelin va definir la posició del riu Ienissei com a frontera entre Europa i Àsia. Va ser el primer a mesurar el nivell de la mar Càspia i adonar-se que estava per sota del nivell del Mediterrani. Súni a Vitus Bering en la seva seu de Iakutsk el setembre de 1736. El novembre la residència de Gmelin es va cremar i amb ella els espècimens que havia recollit i les anotacions fetes. L'estiu següent va intentar refer la pèrdua. La seva Flora Sibirica (1747–1769) estava basada en aquelles observacions i recol·leccions. Conté descripcions de 1.178 espècies, 294 il·lustrades. El seu nebot Samuel Gottlieb Gmelin l'ajudà en aquesta edició. Un cinquè volum de Flora Sibirica, principalment de criptògames el va escriure Stepan Krasheninnikov, però mai va ser imprès. Gmelin també va descriure aquesta expedició en Reise durch Sibirien von dem Jahr 1733 bis 1743 (1751–1752).

## Darrers anys
Gmelin tornà a la Universitat de Tübingen el 1747 i va ser-ne professor de medicina i, el 1751, director del jardí botànic. Va ser escollit membre de la Reial Acadèmia Sueca de Ciències l'any 1749.
El gènere de plantes Gmelina (dins la família Lamiaceae) i diverses plantes i animals reben el nom en honor seu.
Abreujatura com a botànic: J.G.Gmel.